# Municipio de Clare
El municipio de Clare (en inglés: Clare Township) es un municipio ubicado en el condado de Moody en el estado estadounidense de Dakota del Sur. En el año 2010 tenía una población de 151 habitantes y una densidad poblacional de 1,63 personas por km².

## Geografía
El municipio de Clare se encuentra ubicado en las coordenadas 44°3′56″N 96°42′31″O / 44.06556, -96.70861. Según la Oficina del Censo de los Estados Unidos, el municipio tiene una superficie total de 92.72 km², de la cual 92,72 km² corresponden a tierra firme y (0 %) 0 km² es agua.

## Demografía
Según el censo de 2010, había 151 personas residiendo en el municipio de Clare. La densidad de población era de 1,63 hab./km². De los 151 habitantes, el municipio de Clare estaba compuesto por el 92,72 % blancos, el 3,31 % eran amerindios y el 3,97 % eran de una mezcla de razas. Del total de la población el 0 % eran hispanos o latinos de cualquier raza.